# Berkes Ferenc (politikus)
Berkes Ferenc (eredeti neve: Braun Ferenc) (Kiskunfélegyháza, 1893. április 4. – Orgovány, 1919. november 21.) magyar politikus, újságíró, forradalmár, a kommunista mozgalom résztvevője.

## Életpályája
Szülei: Braun Mór és Kepes Regina voltak. Lakatosnak tanult, majd kereskedelmi iskolát végzett. 1912–1915 között a Szegedi Napló újságírója volt. A Tanácsköztársaság idején Budapesten a Népszava munkatársa; politikai megbízottként a Hangya vezetője volt. 1919. júniusától Kecskeméten kormányzótanácsi megbízottként dolgozott; az I. hadtest politikai biztosa is volt. 1919-ben Budapesten letartóztatták, Kecskemétre vitték, ahol a Héjjas-különítmény az orgoványi erdőben megkínozta és meggyilkolta.
Tárcái és cikkei jelentek meg különböző napilapokban.

## Emlékezete
- 1962-ben a Magyar Posta Berkes Ferenc bélyeget adott ki.
- 1971-ben, Kecskeméten egy szakiskola és egy diákszállás vette fel a nevét.[2]